# Claude François Milliet Dechales
Pour les autres membres de la famille, voir Famille Milliet.
Claude François Milliet Dechales (ou Milliet de Challes, ou encore Deschales), né à Chambéry en Savoie, en 1621 et décédé à Turin (Italie), le 28 mars 1678, est un prêtre jésuite français et mathématicien de renom. Il publie un cours de Mathématiques et donna une traduction des œuvres d'Euclide très populaire en France.

## Biographie
Claude François Milliet de Challes, dit Dechales ou Deschales, est né en 1621, à Chambéry. Il est le fils d'Hector Milliet de Challes (1568-1642), futur baron d'Arvillars, conseiller d'État, premier président au Souverain Sénat de Savoie.
Entré chez les jésuites dès l'âge de quinze ans (le 21 septembre 1636), il participe à la mission des jésuites français dans l'Empire ottoman et y enseigne les lettres durant neuf ans. De retour en France, Louis XIV le fait nommer professeur d'hydrographie, à Marseille. Il y enseigne la navigation et le génie militaire. Il se trouve ensuite au collège de la Trinité, à Lyon (1674) où il enseigne simultanément la philosophie (4 ans) les mathématiques (6 ans) et la théologie (5 ans). C'est à Lyon qu'il publie son célèbre Cursus seu Mondus Matematicus bien éloigné de celui, plus moderne, de Pierre Hérigone. Enfin, il est recteur à Chambéry.
À la fin de sa vie, Claude François Milliet Dechales enseigne les mathématiques au collège de Turin, dans le Piémont, où on le considère comme un facteur d'instruments et de compas de proportions. 

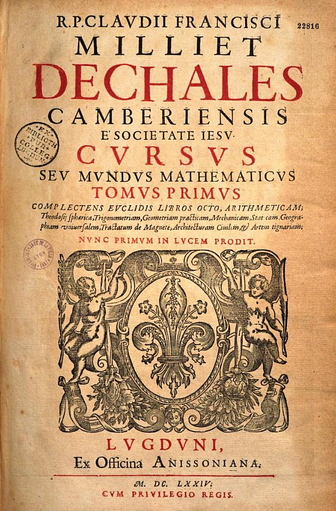
page de titre de son cours sur les mathématiques

## Publications
Les œuvres de Dechales, quoique complètes, sont rédigés dans un langage hérité de l'algèbre rhétorique et semblent méconnaître les avancées de son époque.
- 1660 -1672 : Huict livres des Elemens d'Euclide rendus plus faciles par le R.P. Claude François Milliet Dechales, de la Compagnie de Jésus à Lyon, chez B. Coral.
- 1674 : une seconde édition d'Euclide, Elementorum Euclidis libri octo, ad faciliorem captum accommodati à Lyon chez Anisson (ce livre sera réédité plus de vingt fois).
- 1674 : Cursus seu Mundus Mathematicus Ex officina Anissoniana (Anisson) ; republié en 1682 chez  Jacques Rohault (œuvres posthumes), puis en 1690  Editio altera ex manuscriptis authoris aucta et emendata, opera et studio R. P. Amati Varcin (1630-1702) à Lyon, ex officina anissonina. Il contient une partie historique où Dechalles soutient que James Hume de Godscroft est le réel inventeur de la notation décimale (contre Stevin).
- 1677 : L'art de fortifier, de défendre et d'attaquer les places, suivant les méthodes françoises, hollandoises, italiennes et espagnoles (Paris), ainsi que  L'art de naviger demontré par principes et confirmé par plusieurs observations tirées de l'experience (Paris).

### Rééditions  et éditions posthumes
- 1682 :  Traité du mouvement local et du ressort dans lequel, leur nature, & leurs causes, sont curieusement recherchées, & ou les loix qu'ils observent dans l'acceleration & les pendules, & encore dans la percussion & la reflexion des corps, sont solidement establies, à Lyon chez Anisson et Posuel.
- 1685 son Euclide est traduit en anglais sous le titre The elements of Euclid explain'd, in a new, but most easie method : together with the use of every proposition through all parts of the mathematicks.
- 1690, une réédition de ses œuvres complètes à Lyon.
- 1696  Reeve William, puis Schaap traduisent son cours en anglais.
- 1709 : une édition de son Euclide est republiée, revue par Jacques Ozanam à Paris, chez Jombert.
- Entre 1753 et 1778 : des rééditions d'Euclide via Ozanam sont encore publiées à Paris, chez Jombert.

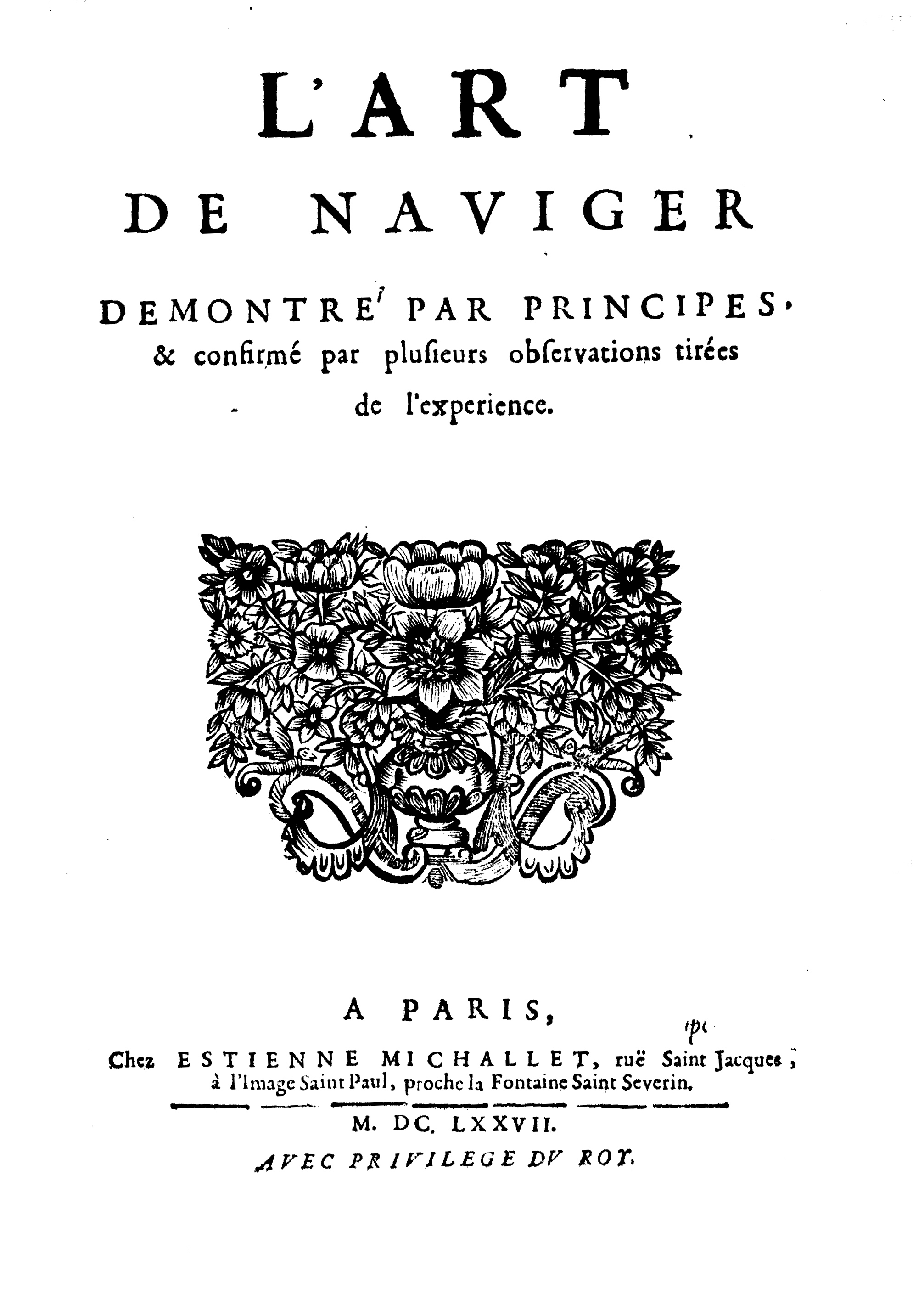
Art de naviguer, 1677